# Kolimbari
Kolimbari (engelska: Kolimbári) är en ort i Grekland. Den ligger i prefekturen Nomós Chaniás och regionen Kreta, i den södra delen av landet, 270 km söder om huvudstaden Aten. År 2012 var antalet invånare 1 032.
Närmaste större samhälle är Plataniás, 11,9 km öster om Kolimbari.